# Zeno van Sidon
Zeno van Sidon was een Grieks  epicuristisch filosoof geboren rond 150 v.Chr. in de  Fenicische stad Sidon en stierf rond 75 v.Chr. Er zijn geen geschriften van hem bewaard gebleven, maar sommige opvattingen van hem zijn ons wel overgeleverd via de geschriften van zijn leerling Philodemus van Gadara.

## Leven
Zeno van Sidon was een tijdgenoot van  Cicero, die over hem hoorde tijdens zijn bezoek aan Athene. Hij werd soms de leidende epicurist genoemd. (Latijn: Coryphaeus Epicureorum). Cicero vertelde over hem dat hij minachting voelde voor andere filosofen en Socrates zelfs de Attische clown noemde (Latijn: scurram Atticum). Zelf was hij een leerling van  Apollodorus en zijn beroemdste leerling is Philodemus van Gadara. Van Cicero en Diogenes Laërtius kreeg hij lof over zijn denkvermogen.

## Filosofie
Een belangrijke opvatting van Zeno was dat geluk niet alleen afhangt van het huidige genot en de huidige welvarendheid maar ook van een redelijke verwachting dat dat zo zal blijven. 
Zeno bestudeerde ook de filosofie van de wiskunde gebaseerd op de afleiding van alle kennis uit ervaring. Hij had kritiek op Euclides, op zoek naar een bewijs dat deducties van fundamentele, geometrische principes niet zelfstandig bewezen kunnen worden.
- Gemeinsame Normdatei: 102409889
- Virtual International Authority File: 20069815